# Játar
Játar è un comune spagnolo di 633 abitanti situato nella comunità autonoma dell'Andalusia. Si costituì in comune autonomo il 19 febbraio 2015 distaccandosi da Arenas del Rey.

## Storia
Il 25 dicembre 1884 un forte terremoto tra i 6,2 e i 6,5 gradi della scala Richter, con epicentro a pochi chilometri da Játar, danneggiò il villaggio. La ricostruzione di un intero quartiere fu realizzata dalla Prensa Asociada de Barcelona; in segno di riconoscenza, il rione fu chiamato barrio de Cataluña, la piazza principale fu ribattezzata plaza de Cataluña e le strade principali dedicate ai capoluoghi di provincia catalani.
Játar fu un comune autonomo fino al 1973, quando fu aggregato ad Arenas del Rey insieme a Fornes. Tornò ad essere comune nel 2015.